# Filistata insidiatrix
Filistata insidiatrix ist eine Spinne aus der Familie Filistatidae und die größte Art dieser Familie.

## Merkmale
Weibchen werden 11–14 mm lang, Männchen bis zu 7 mm. Die Art hat einen grauen Hinterleib (Opisthosoma), der Vorderkörper (Prosoma) ist gelbbraun und fein schwarz gerandet und mit dunklem Mittelstrich. Die Beine sind kräftig, die acht Augen sind dicht gedrängt auf einem gemeinsamen Hügel. Zwei der Augen erscheinen weiß und sind leicht zu erkennen. Die Pedipalpen sind, besonders bei männlichen Tieren, auffallend lang.

## Verbreitung
Die Art lebt im Mittelmeerraum, östlich bis nach Turkmenistan und auf den Kapverdischen Inseln. Nach Norden dringt sie bis ins südlichste Mitteleuropa, wie den Süden der Schweiz, vor. Im Süden reicht ihr Verbreitungsgebiet bis nach Nordafrika.

## Lebensweise
Die Spinnen weben vor Mauerlöchern, unter Steinen, in Felsspalten und geborstenem Holz ein handgroßes, bläuliches Netz, von dem eine Wohnröhre in die Tiefe geht. Dabei bevorzugen sie schattige Plätze. Beutetiere werden gebissen und durch das Bissloch ausgesaugt. So überwindet die Spinne auch härtere Beute, wie Käfer. Die Weibchen können 10 Jahre alt werden, reife Männchen sind kurzlebig.